# Sylvia Dördelmann
Sylvia Dördelmann (Waltrop, 7 de abril de 1970) es una deportista alemana que compitió en remo.
Participó en los Juegos Olímpicos de Barcelona 1992, obteniendo una medalla de bronce en la prueba de ocho con timonel. Ganó una medalla de plata en el Campeonato Mundial de Remo de 1990, en el cuatro sin timonel.

## Palmarés internacional
| Representando a la RFA   |                      |                   |                    |
| Campeonato Mundial       |                      |                   |                    |
| Año                      | Lugar                | Medalla           | Prueba             |
| 1990                     | Tasmania (Australia) | Medalla de plata  | Cuatro sin timonel |
| Representando a Alemania |                      |                   |                    |
| Juegos Olímpicos         |                      |                   |                    |
| Año                      | Lugar                | Medalla           | Prueba             |
| 1992                     | Barcelona (España)   | Medalla de bronce | Ocho con timonel   |